# NGC 5807
NGC 5807 је галаксија у сазвежђу Змај која се налази на NGC листи објеката дубоког неба.
Деклинација објекта је + 63° 54' 14" а ректасцензија 14h 55m 48,4s. Привидна величина (магнитуда) објекта NGC 5807 износи 14,2 а фотографска магнитуда 15,2. NGC 5807 је још познат и под ознакама MCG 11-18-16, MK 832, CGCG 318-9, PGC 53373.